# Melanie Winiger
Melanie Winiger (Zurigo, 22 gennaio 1979) è una modella e attrice svizzera.

## Biografia
Di padre svizzero-tedesco e madre canadese di origine indiana, cresce a Losone, nel canton Ticino. Perfettamente trilingue, le sue lingue madri sono infatti il tedesco, l'inglese e l'italiano.
Nel 1996, all'età di diciassette anni, viene eletta Miss Svizzera. Il successo che riscuote dopo l'elezione la spinge ad abbandonare il liceo. Dopo aver preso parte anche a Miss Universo 1997, la Winiger si decide a lavorare a tempo pieno come modella, sfilando a Città del Capo, New York e Milano. In questo periodo intraprende anche i primi passi come conduttrice televisiva, ed esordisce come testimonial pubblicitaria di Oviesse.
Nel 2003 debutta sul grande schermo in Achtung, fertig, Charlie!, film parodia della scuola reclute svizzera, che gode di un buon successo in patria. Ispirata da queste prime esperienze cinematografiche, frequenta per due anni il Lee Strasberg Theater Institute di Los Angeles. Al primo film seguono Love Made Easy nel 2006, al fianco di Martin Landau, Breakout nel 2007, e Sinestesia di Erik Bernasconi nel 2010.
Tifosa fin da piccola della Juventus, tra gli anni 2000 e 2010 ha condotto per la UEFA varie edizioni della cerimonia del sorteggio della Champions League a Montecarlo. Nel 2008 si sposa con Andres Andrekson, rapper svizzero di origine estone, da cui si separa nel 2011.

## Filmografia parziale

### Cinema
- Achtung, fertig, Charlie!, regia di Mike Eschmann (2003)
- Love Made Easy, regia di Peter Luisi (2006)
- Breakout, regia di Mike Eschmann (2007)
- Brandstifter, regia di Felix von Muralt – cortometraggio (2009)
- Sinestesia, regia di Erik Bernasconi (2010)
- Resturlaub , regia di Gregor Schnitzler (2011)
- One Way Trip, regia di Markus Welter (2011)
- Who Killed Johnny, regia di Yangzom Brauen (2013)
- Lommbock, regia di Christian Zübert] (2017)

### Televisione
- Sonjas Rückkehr, regia di Tobias Ineichen – film TV (2006)
- Heldin der Lüfte, regia di Michael C. Huber – film TV (2008)
- Sonntagsvierer, regia di Sabine Boss – film TV (2010)
- Squadra omicidi Istanbul (Mordkommission Istanbul) – serie TV, 6 episodi (2017-2018)
- The Team – serie TV, 8 episodi (2018)